# Homomorfizem
Homomorfizma ne smemo zamenjevati s homeomorfizmom
Homomorfizem (ali včasih kar morfizem) je preslikava f, ki preslika množico A v množico B. Pri tem obstaja v A povezava * in v B povezava o. Za poljubna dva elementa a, b {\displaystyle \in } A ima preslikava lastnost f (a * b) = f (a) o f (b). Homomorfizem je na primer preslikava n → an naravnih števil s povezavo seštevanja potenc z osnovo a in z množenjem kot povezavo. V tem primeru velja:
f (n + m) = an+m
f (n) · f (m) = an · am = an+m
in zato:
f (n + m) = f (n) · f (m).